# Romolo Bizzotto
Romolo Bizzotto (ur. 16 lutego 1925 w Cerea, zm. 27 marca 2017 w Turynie) – włoski piłkarz, grający na pozycji pomocnika, trener piłkarski.

## Kariera piłkarska

### Kariera klubowa
Wychowanek klubu Audace SME, w barwach którego w 1942 rozpoczął karierę piłkarską. W 1945 został piłkarzem Hellasu Verona. W latach 1949–1952 bronił barw Juventusu, z którym dwukrotnie zdobył mistrzostwo Włoch. W sezonie 1952/53 został wypożyczony do SPAL. Potem do 1959 występował w klubach Palermo, Carrarese, Lucchese i Rovereto.

### Kariera reprezentacyjna
W 1948 roku został powołany przez Vittorio Pozzo do narodowej reprezentacji Włoch na igrzyska olimpijskie w Londynie, nigdy nie zadebiutował w niebieskiej koszulce, niestety nie wyszedł na boisko, bo squadra odpadła w drugim meczu, przez bardzo silną Danię.

## Kariera trenerska
W 1958 roku jeszcze będąc piłkarzem rozpoczął pracę trenerską w Rovereto. W latach 1959–1962 pracował w Hellasie Verona, gdzie prowadził zespół juniorów oraz pierwszą drużynę. Następnie stał na czele klubów Rimini, Reggiana i Reggina. W sezonie 1971/72 kierował zespołem Primavera w Juventusie, a potem do 1988 pracował na stanowisku wiceprezesa Juventusu.
Zmarł w 2017 roku w wieku 92 lat.

## Sukcesy i odznaczenia

### Sukcesy klubowe
Juventus
- mistrz Włoch: 1949/50, 1951/52

### Sukcesy trenerskie
Juventus Primavera
- mistrz Primavera: 1971/72